# Болгарский земледельческий народный союз — Народный союз
Болгарский Земледельческий народный союз — Народный союз (болг. Български земеделски народен съюз - Народен съюз) — политическая партия в Болгарии (сокращённо ЗНС, болг. ЗНС). Входит в Европейскую народную партию.
Принимала активное участие в выборах 2005 года.
На выборах в Европарламент 2007 года блок набрал около 1,54 % голосов и не получил депутатских мест.
В мае 2006 года прошло два съезда партии. На первом было принято решение переименовать партию в Земледельческий народный союз, в соответствии с принятым в 2005 году законом о партиях. Съезд также выбрал председателя правления партии. Председателем был избран Стефан Личев, который в 2002 году уже баллотировался на пост председателя правления партии, но проиграл выборы. Другой кандидат, Борислав Китов, набрал 35 голосов.
В 2008 году фракция, возглавляемая бывшим лидером партии, Анастасией Димитровой-Мозер, вышла из партии и образовала новую партию, Объединённые земледельцы.